# Sân vận động Shoda Shoyu Gunma
Sân vận động Shoda Shoyu Gunma (正田醤油スタジアム群馬) (trước đây là Sân vận động Gunma Shikishima Athletic, đổi tên vào ngày 1 tháng 6 năm 2008) là một sân vận động đa năng nằm ở Maebashi, Nhật Bản. Hiện nơi đây được sử dụng hầu hết cho các trận đấu bóng đá. Sân có sức chứa 19,000 khán giả và là sân nhà của câu lạc bộ Thespakusatsu Gunma.